# Something's Going On
Something's Going On es el tercer álbum de la cantante Anni-Frid Lyngstad, o Frida, exintegrante del grupo ABBA, grabado en 1982. Este fue su primer disco en solitario enteramente grabado en inglés y fue digitalmente remasterizado en 2005.
Su primer sencillo y éxito mundial cómo solista fue el tema  «I Know There's Something Going On» alcanzó el éxito internacional, puesto que sus siguientes dos canciones extraídas «To Turn The Stone» y «Here We'll Stay» no alcanzaron el mismo éxito  comercial que el sencillo principal, el álbum Something's Going On es el proyecto más exitoso de los integrantes de ABBA en solitario, con millones de ventas de cualquiera de todos los publicados por los exmiembros de la banda hasta la fecha.

## Lista de canciones

### LP Original (1982)
| Lado A |                     |                              |          |  |
| N.º    | Título              | Escritor(es)                 | Duración |  |
| 1.     | «Tell Me It's Over» | Stephen Bishop               | 2:52     |  |
| 2.     | «I See Red»         | Jim Rafferty                 | 4:33     |  |
| 3.     | «I Got Something»   | Tomas Ledin                  | 4:04     |  |
| 4.     | «Strangers»         | Jayne Bradbury Dave Morris   | 4:06     |  |
| 5.     | «To Turn The Stone» | Pete Belotte Giorgio Moroder | 5:26     |  |

| Lado B |                                          |                           |          |  |
| N.º    | Título                                   | Escritor(es)              | Duración |  |
| 1.     | «I Know There's Something Going On»      | Russ Ballard              | 5:29     |  |
| 2.     | «Threnody»                               | Per Gessle Dorothy Parker | 4:17     |  |
| 3.     | «Baby Don't You Cry No More»             | Rod Argent                | 3:02     |  |
| 4.     | «The Way You Do»                         | Byan Ferry                | 3:38     |  |
| 5.     | «You Know What I Mean»                   | Phil Collins              | 2:37     |  |
| 6.     | «Here We'll Stay» (dúo con Phil Collins) |                           | 4:10     |  |
| 43:24  |                                          |                           |          |  |

| Bonus tracks del CD (2005) |                                                        |                |          |  |
| N.º                        | Título                                                 | Escritor(es)   | Duración |  |
| 1.                         | «I Know There's Something Going On» (edición sencillo) | Ballard        | 4:07     |  |
| 2.                         | «Here We'll Stay» (versión solo; sin Phil Collins)     | Colton Roussel | 4:11     |  |

## Listas de Popularidad
| Lista                                     | Posición |
| ----------------------------------------- | -------- |
| Suecia Top 60 Sverige Álbum Chart         | 1        |
| Bélgica Top 50 Álbum Chart                | 2        |
| Noruega Top 40 VG Álbum Chart             | 2        |
| Finlandia Suosikki Álbum Chart            | 3        |
| Suiza Top 30 Álbum Chart                  | 3        |
| Holanda Top 50 Álbum Chart                | 4        |
| Austria Top 50 Álbum Chart                | 10       |
| Alemania Top 50 Media Control Álbum Chart | 12       |
| Italia Hit Parade Álbum Chart             | 18       |
| UK Álbum Chart                            | 18       |
| Francia Top 30 Álbum Chart                | 22       |
| Australia Top 50 Álbum Chart              | 40       |
| E.U. Billboard 200                        | 41       |

## Certificaciones
| País/Organización | Certificación | Ventas  |
| ----------------- | ------------- | ------- |
| IFPI              | Oro           | 50 000+ |

- Datos: Q1755349